# Rostislav Sochorec
Rostislav Sochorec (2. července 1900 Staré Město – 13. května 1948 Brno) byl český a československý politik Československé strany lidové a poválečný poslanec Ústavodárného Národního shromáždění. Po únoru 1948 pronásledován a vězněn, zemřel za nejistých okolností v psychiatrické léčebně.

## Biografie
Absolvoval Arcibiskupské gymnázium v Kroměříži a VŠ zemědělskou v Brně (1924). Od poloviny 20. let podnikal v zemědělství a hospodařil na velkém statku na Hodonínsku. Byl členem několika lidoveckých spolků, od 30. let funkcionářem ČSL na Moravě. V letech 1935–1939 působil jako člen zemského zastupitelstva v Brně a redaktor Hospodářského obzoru v Brně. Za druhé světové války byl aktivní v domácím odboji..
V parlamentních volbách v roce 1946 byl zvolen poslancem Ústavodárného Národního shromáždění za ČSL. V parlamentu setrval do listopadu 1947, kdy rezignoval. Místo něj nastoupil Václav Bátěk. V parlamentu působil jako odborník na zemědělství. Angažoval se v Jednotném svazu českých zemědělců a spolu s dalšími podobně orientovanými kolegy bránil v provedení pozemkové reformy podle komunistických představ. V rámci ČSL představoval mladší stranickou generaci, protikomunisticky naladěnou.
StB jej 23. února 1948, tedy přímo během únorového převratu, odvlekla z jednání Jednotného svazu českých zemědělců, zatkla a uvěznila. Posléze byl umístěn v brněnské psychiatrické léčebně. Podle oficiální verze komunistických orgánů spáchal sebevraždu (oběsil se na mokrém ručníku). Podle pozdějších revizí vyšetřování je ovšem tato verze zpochybňovaná.
Jeho pohřeb 17. května 1948 ve Starém Městě přerostl ve spontánní demonstraci mnoha set lidí proti komunistickému režimu. 28. října 1991 mu byl udělen Řád Tomáše Garrigua Masaryka I. třídy in memoriam. Jeho synem je Ing. Rostislav Sochorec, hydrolog a člen KDU-ČSL, který pravidelně od roku 1994 kandiduje v komunálních volbách v Porubě (členem zastupitelstva v letech 2002–2006).